# Aichach
Aichach er administrationsby i Landkreis Aichach-Friedberg i Regierungsbezirk Schwaben i den tyske delstat Bayern.
Aichach ligger i Region Augsburg ved floden Paar.

## Seværdigheder
- Wittelsbachermuseum (i Nedre byport)
- Hjemstavnsmuseum
- Elisabeth af Østrig-Ungarns Unterwittelsbach Slot i Unterwittelsbach.
- Ruiner af Wittelsbachernes Stamborg